# Catedral de Aquisgrán
La catedral de Aquisgrán (en alemán  Aachener Dom y en francés Cathédrale d'Aix-la-Chapelle) es una catedral situada en la ciudad alemana de Aquisgrán, al oeste del país y a escasos kilómetros de la frontera con Bélgica y los Países Bajos. Pertenece a la diócesis de Aquisgrán.
La catedral de Aquisgrán es considerada la catedral más antigua del norte de Europa. Su origen se remonta a la Capilla Palatina construida por el emperador franco Carlomagno a finales del siglo VIII. A partir de este núcleo original, el templo fue creciendo y engrandeciéndose durante los siglos posteriores hasta formar el conjunto actual, que es un conglomerado de muy diferentes estilos arquitectónicos.
La catedral de Aquisgrán fue uno de los primeros 12 lugares incluidos en la lista del Patrimonio de la Humanidad de la Unesco, elegida en 1978.

## La Capilla Palatina

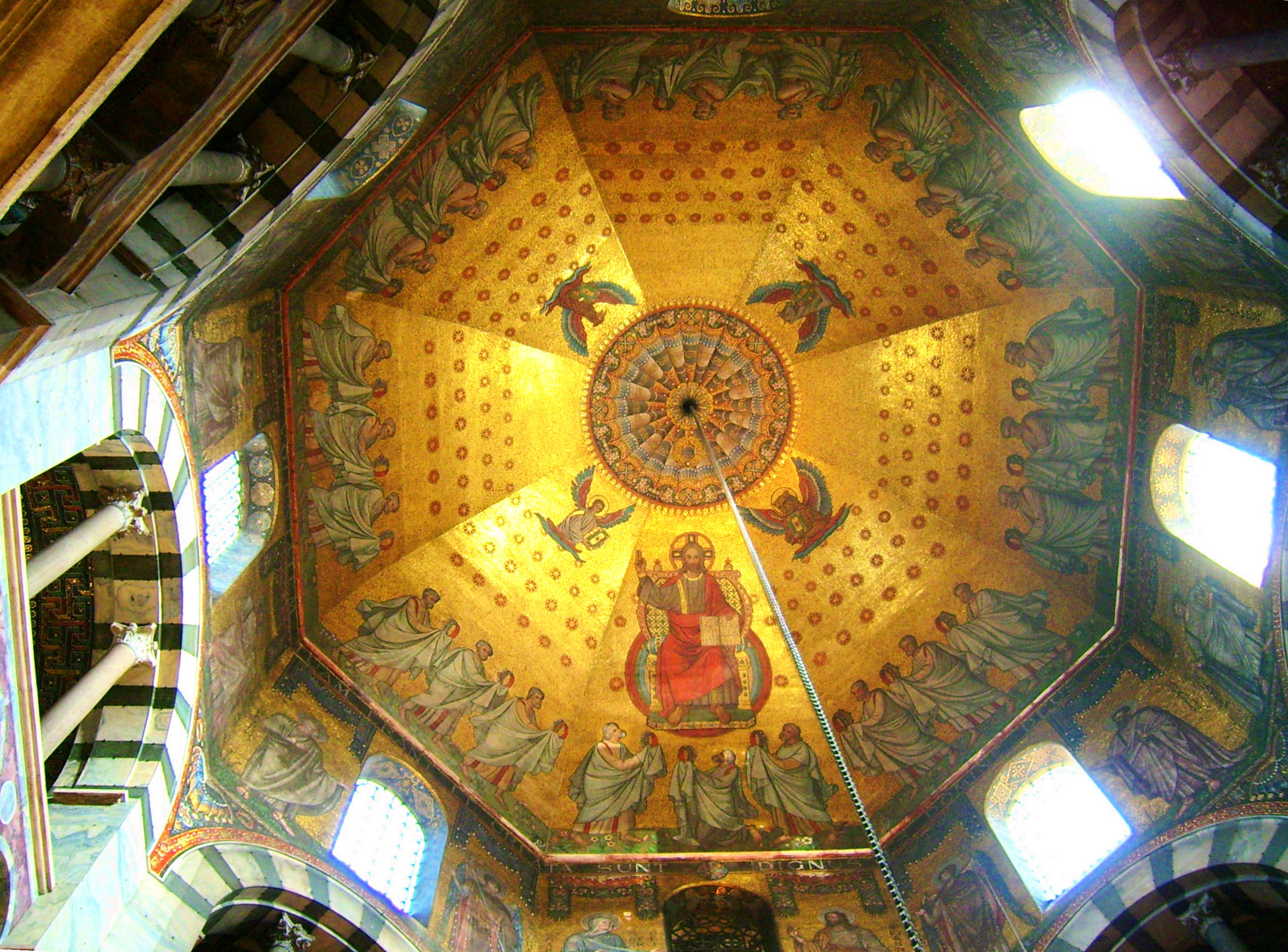
Capilla Palatina.

La Capilla Palatina es considerada como el monumento principal del arte carolingio. Fue originalmente la iglesia privada del palacio de invierno que mandó construir el emperador Carlomagno en Aquisgrán a finales del siglo VIII. La Capilla Palatina adquiriría una aureola mítica en su época debido a su espectacularidad, que no tenía parangón al norte de los Alpes (fue durante 200 años el edificio más alto de esta parte de Europa), y al prestigio de su promotor, Carlomagno, que a su muerte en el año 814 sería enterrado en esta Capilla. Con el paso de los años y tras ser abandonada Aquisgrán como residencia de los emperadores francos, la Capilla sería el único edificio del conjunto palatino en sobrevivir.
Sucesivas adiciones, a lo largo de los siglos, en torno a la Capilla originaria configurarían la actual catedral de Aquisgrán. Hasta el siglo XVI la Capilla era utilizada como el lugar tradicional de coronación de los emperadores del Sacro Imperio Romano Germánico, que se consideraban sucesores de Carlomagno. Por ello la catedral de Aquisgrán recibe también el nombre de Kaiserdom (Catedral Imperial). La Capilla, núcleo original de la catedral, se contempla actualmente como una construcción relativamente modesta en comparación con el resto del conjunto catedralicio. A pesar de ello es el elemento más valorado de la misma.

### Origen y construcción

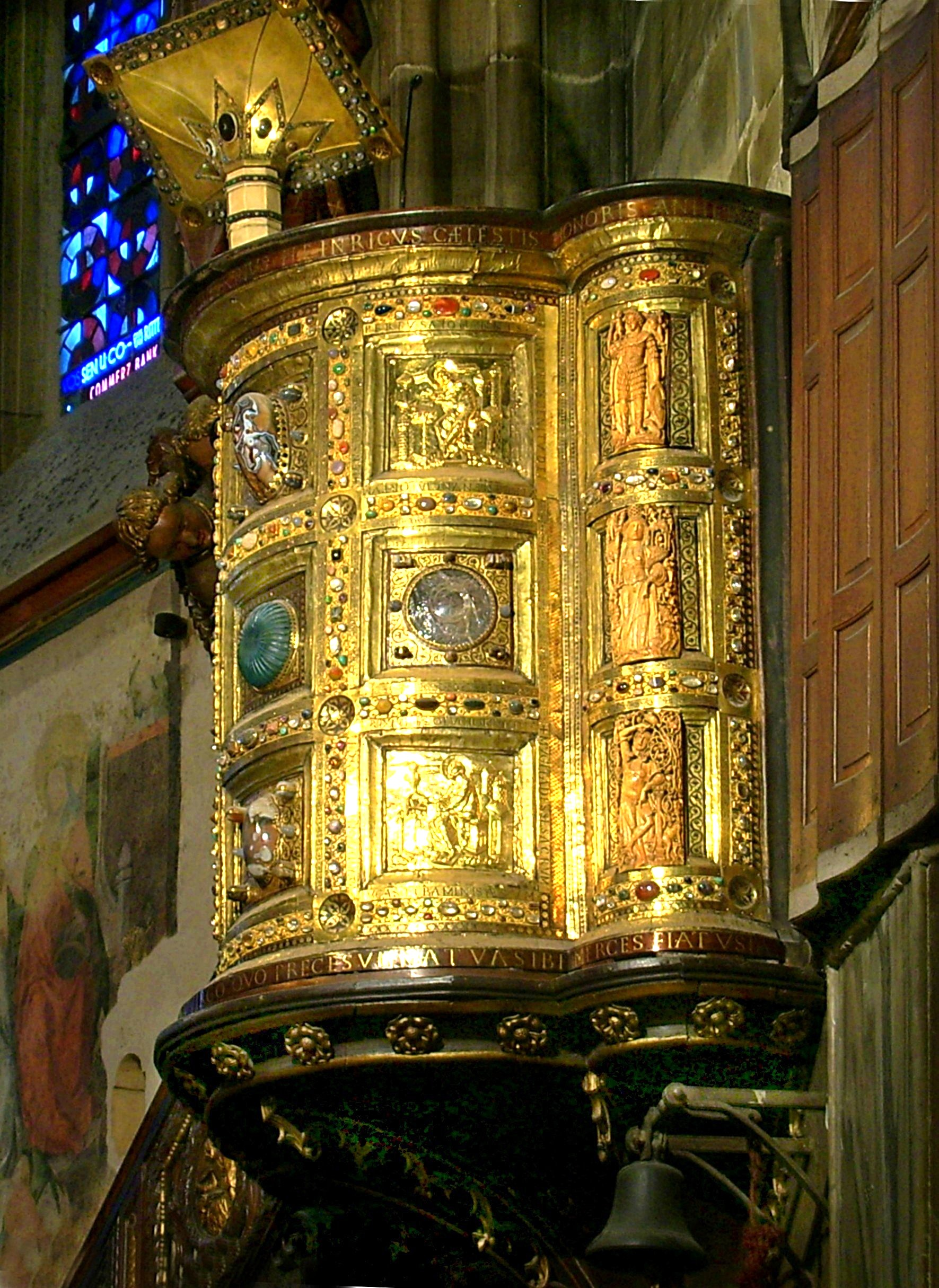
Púlpito de Enrique II (1014).

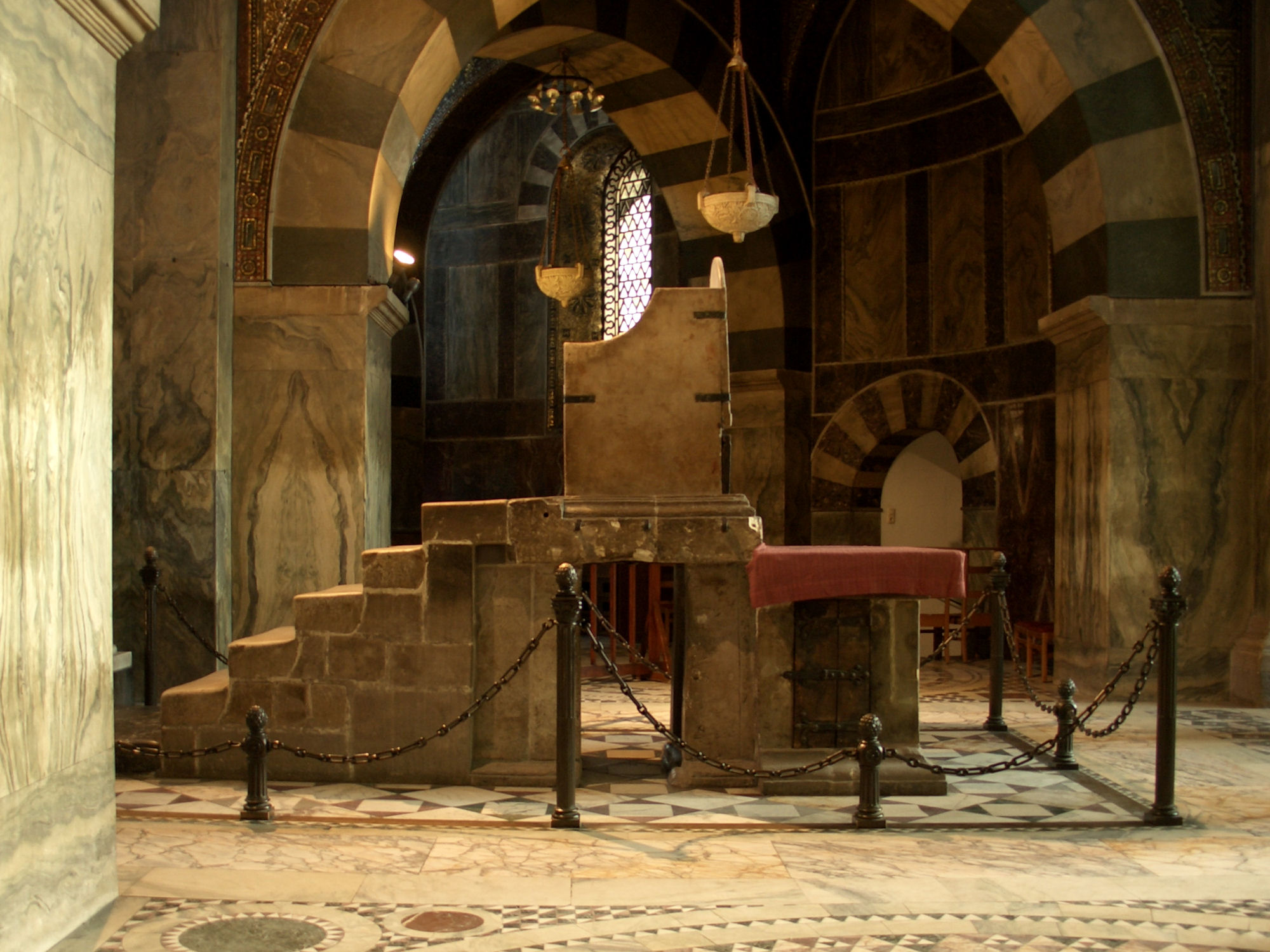
Trono de Carlomagno.

La elección de Aquisgrán como sede de la principal residencia imperial carolingia se debió a varios factores: Aquisgrán ocupaba una zona central en el Imperio carolingio, se encontraba cerca de las tierras patrimoniales de la familia carolingia y además contaba con aguas termales que eran conocidas desde la época romana.
Carlomagno mandó construir un gran complejo palaciego y dentro del mismo edificó una iglesia de planta octogonal para su uso privado. En dicha iglesia se guardaba como reliquia un trozo de la capa (en latín capella) de San Martín. La iglesia construida para albergar dicha reliquia recibió el nombre de la capella y por el prestigio que adquirió la Capilla Palatina de Carlomagno, esta palabra se convertiría en sinónimo de los oratorios privados de príncipes y nobles. Posteriormente la palabra capilla iría adoptando un significado más amplio. El nombre en francés de la ciudad de Aquisgrán, Aix-la-Chapelle, se deriva asimismo del de la Capilla Palatina.
La construcción de la Capilla Palatina comenzó hacia el año 790 y fue finalizada en el año 805, cuando la iglesia fue consagrada por el Papa León III. En el año 790 se coloca la primera piedra para la construcción de la capilla que consiste esencialmente en el bautisterio (pila bautismal).

### Arquitectura

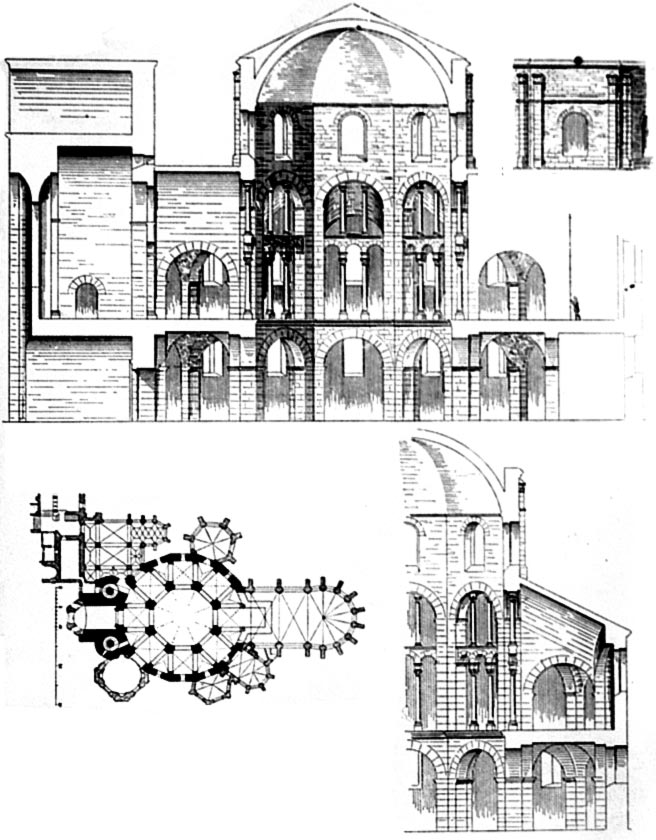
Plano de la Capilla Palatina.

La Capilla Palatina es un edificio de dos plantas coronado por una cúpula. Su planta, como corresponde a un edificio destinado a albergar una importante reliquia religiosa en su interior, es una planta centralizada, formada por un octógono circundado por un hexadecágono. Entre ambos polígonos se forma un deambulatorio, delimitado por columnas. El edificio está inspirado en la iglesia bizantina de San Vital de Rávena mandada construir por el emperador Justiniano I en el siglo VI y que Carlomagno había conocido y admirado. En su acceso por el oeste se halla la torre que fue erigida posteriormente.
El arquitecto de la Capilla fue el franco Eudes de Metz, aunque contaba con numerosos artesanos procedentes de Italia y del Imperio bizantino para la realización de la obra. 
La Capilla Palatina de Aquisgrán fue el más claro exponente artístico del poder político alcanzado por Carlomagno, al frente del Imperio Franco a principios del siglo IX. Como una expresión del ideal imperial de Carlomagno, la capilla fue decorada con suntuosos mosaicos, mármoles y bronces e incluso columnas, que fueron expoliadas de edificios de las viejas capitales imperiales: las ciudades de Rávena y Roma.
Las columnas originales fueron expoliadas durante la ocupación francesa en las guerras napoleónicas y llevadas a París. Algunas fueron recuperadas, pero muchas de ellas debieron ser reconstruidas totalmente a partir de 1840, utilizándose para ello granito de Asuán.
A comienzos del siglo XV, en 1414, a la capilla original se le añadió un audaz coro gótico, el llamado Aachener Glashaus (Invernadero de Aquisgrán), sin contrafuertes ni arquitrabes de ningún tipo (el coro debía tener el mismo ancho que el octógono, lo que planteó algunos problemas de estabilidad, sobre todo cuando se ampliaron más adelante los vitrales).

## Galería
Catedral de Aquisgrán

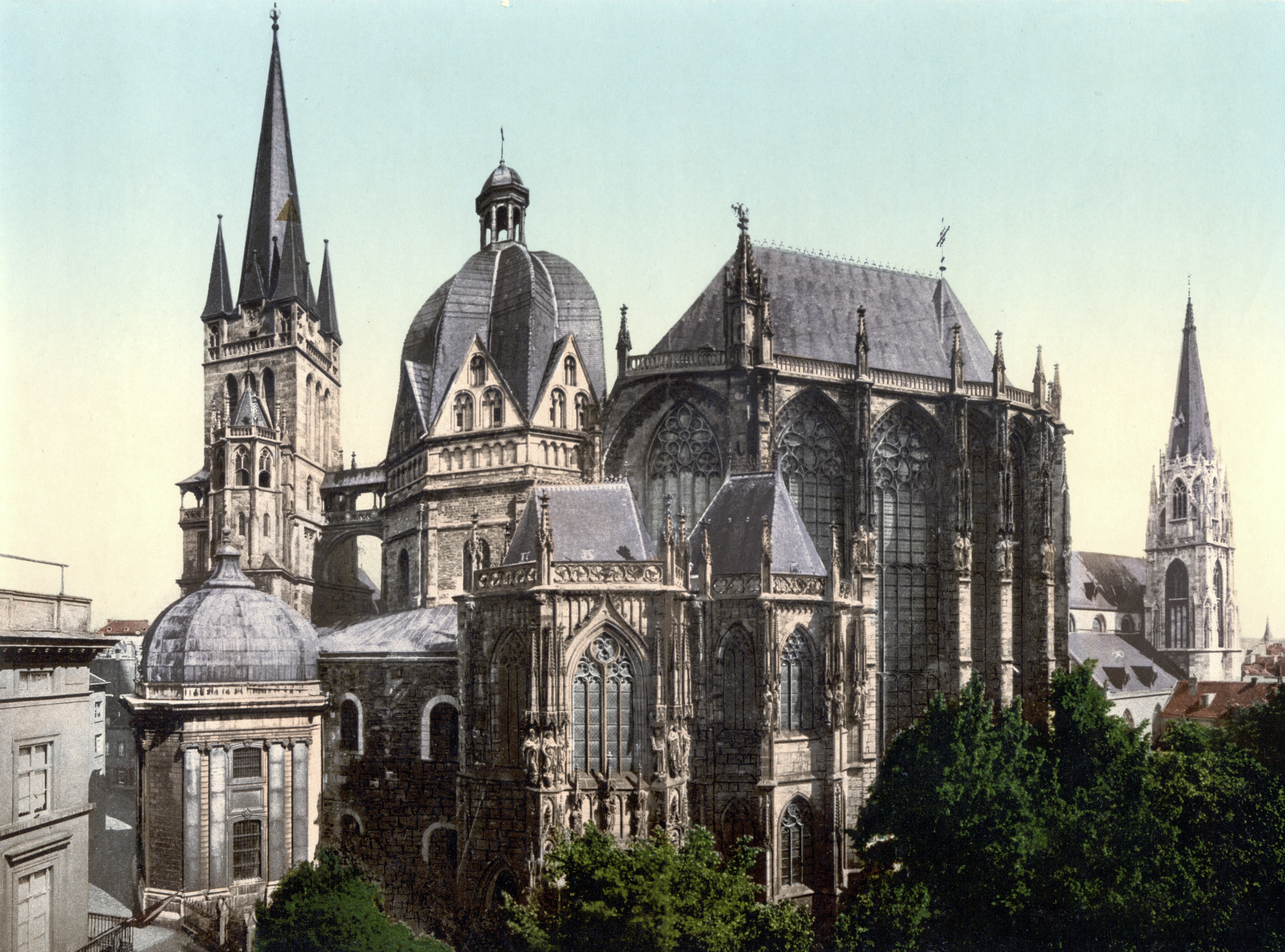
Vista de la catedral de Aquisgrán desde el exterior, alrededor del año 1900.
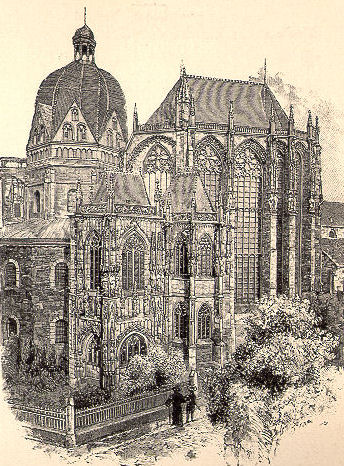
Dibujo antiguo de la catedral.
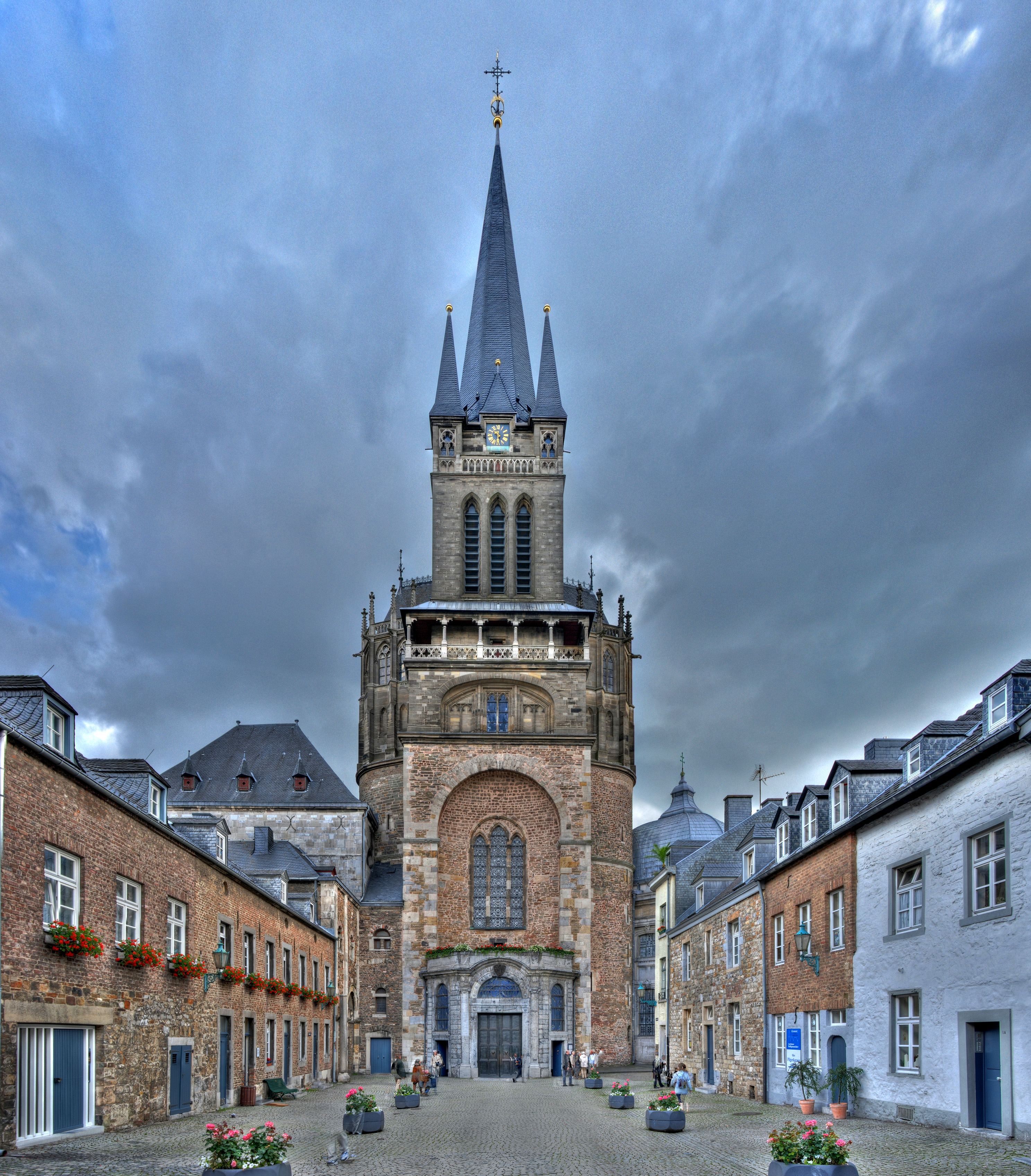
Torre frontal de la catedral.
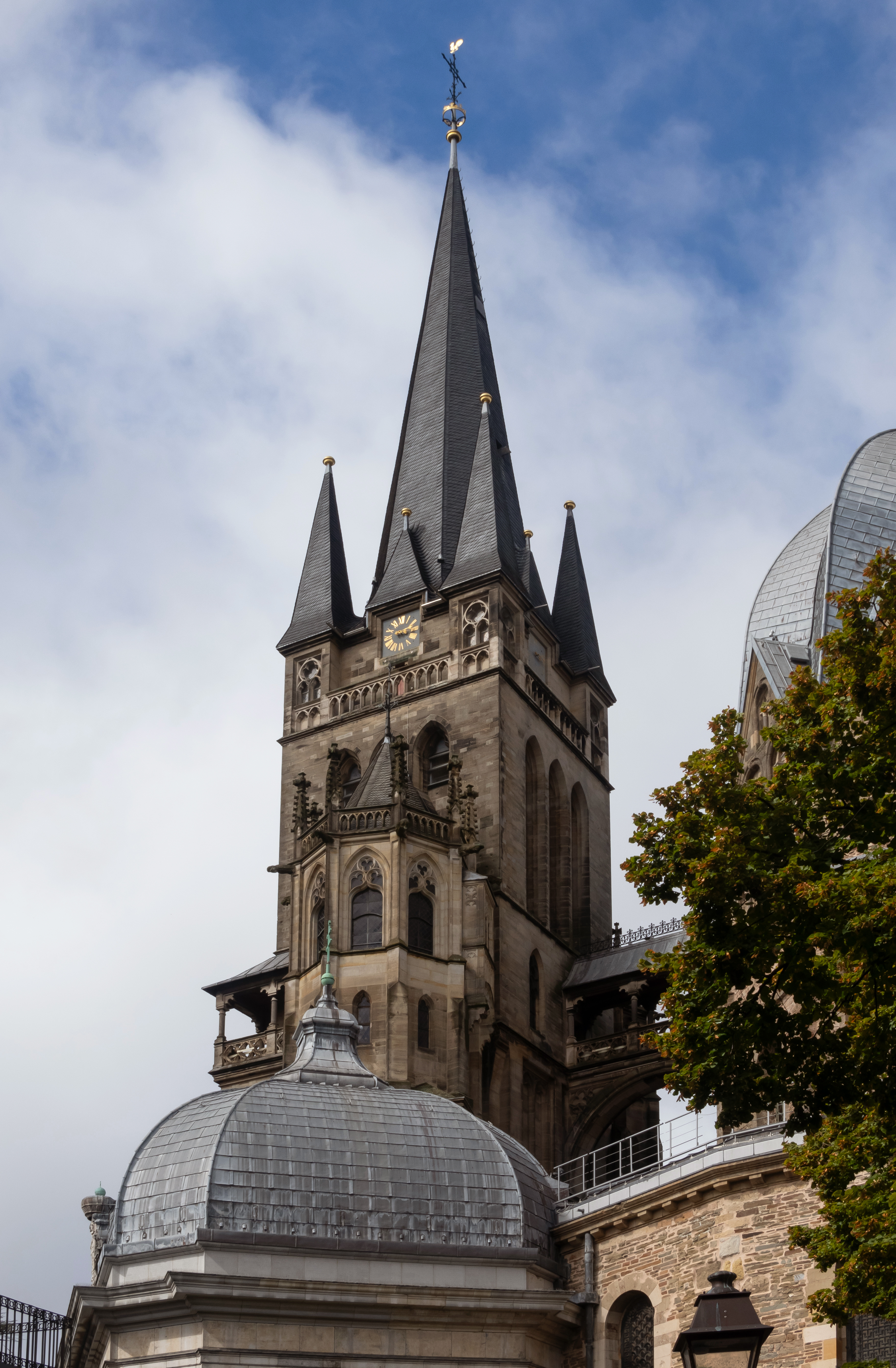
Torre del reloj neogótica